# Walter Nadler
Pour les articles homonymes, voir Nadler.
Walter Erwin Nadler (né le 17 juillet 1946 à Pfronten) est un homme politique allemand. En tant que membre de la CSU, il est membre du Landtag de Bavière de 1994 à 2013. 

## Biographie
Nadler grandit d'abord dans l'Allgäu. En 1956, sa famille déménage à Bayreuth avec lui. Après avoir terminé ses études secondaires, il étudie à l'école commerciale supérieure municipale et suit ensuite une formation de marchand transitaire. Après trois ans d'activité professionnelle à Nuremberg, il retourne à Bayreuth et en 1973, il reprend le poste de directeur de district de Haute-Franconie de l'Union des employés allemands (DAG) et de directeur général de l'Académie des employés allemands dans le centre de formation DAG, poste qu'il occupe jusqu'à son arrivée au Landtag. 
Nadler commence son engagement politique en 1966 lorsqu'il rejoint la Junge Union. Deux ans plus tard, il devient membre de la CSU. Il assume son premier mandat politique en 1978 au sein du conseil municipal de Bayreuth, dont il est toujours membre aujourd'hui et dans lequel il est président du groupe CSU de 1990 à 1995. Lors des élections régionales de septembre 1994, il entre pour la première fois au Landtag de Bavière en tant que candidat direct à la circonscription de Bayreuth et défend sa circonscription aux élections de 1998 et 2003. Il remporte également le mandat direct aux élections régionales de 2008. Il ne se pas présente aux élections régionales de 2013. 

## Affaire des parents
En 2013, il fait la une des journaux de Bayreuth lorsqu'on apprend qu'il continue d'employer sa femme dans le cadre d'un programme d'emploi hérité du passé. En ce qui concerne sa sphère privée, il ne fournit pas d'informations détaillées à ce sujet. Joachim Braun, alors rédacteur en chef du Nordbayerischen Kuriers, dépose plainte contre la décision de Barbara Stamm (CSU), présidente du Landtag, qui refuse de publier les chiffres. Dans son arrêt du 27 septembre 2018 (Az.7 C 5.17), le Tribunal administratif fédéral statue que le parlement de l'État doit fournir à un journaliste des informations sur le salaire brut versé par un membre du Landtag à son épouse pour un emploi dans le bureau parlementaire national. La décision a déclaré que le droit de la presse à l'information a "la priorité sur la liberté de mandat protégée par la Constitution et la protection des données personnelles du député et de son épouse". 

## Récompenses
- Médaille de Bayreuth en bronze, argent et or
- Médaille d'or du citoyen de la ville de Bayreuth
- 2007: Ordre bavarois du Mérite
- 2011: Médaille d'argent de la constitution bavaroise
- 2013: Chevalier de l'ordre du Mérite de la République fédérale d'Allemagne